# Eva Podzimková

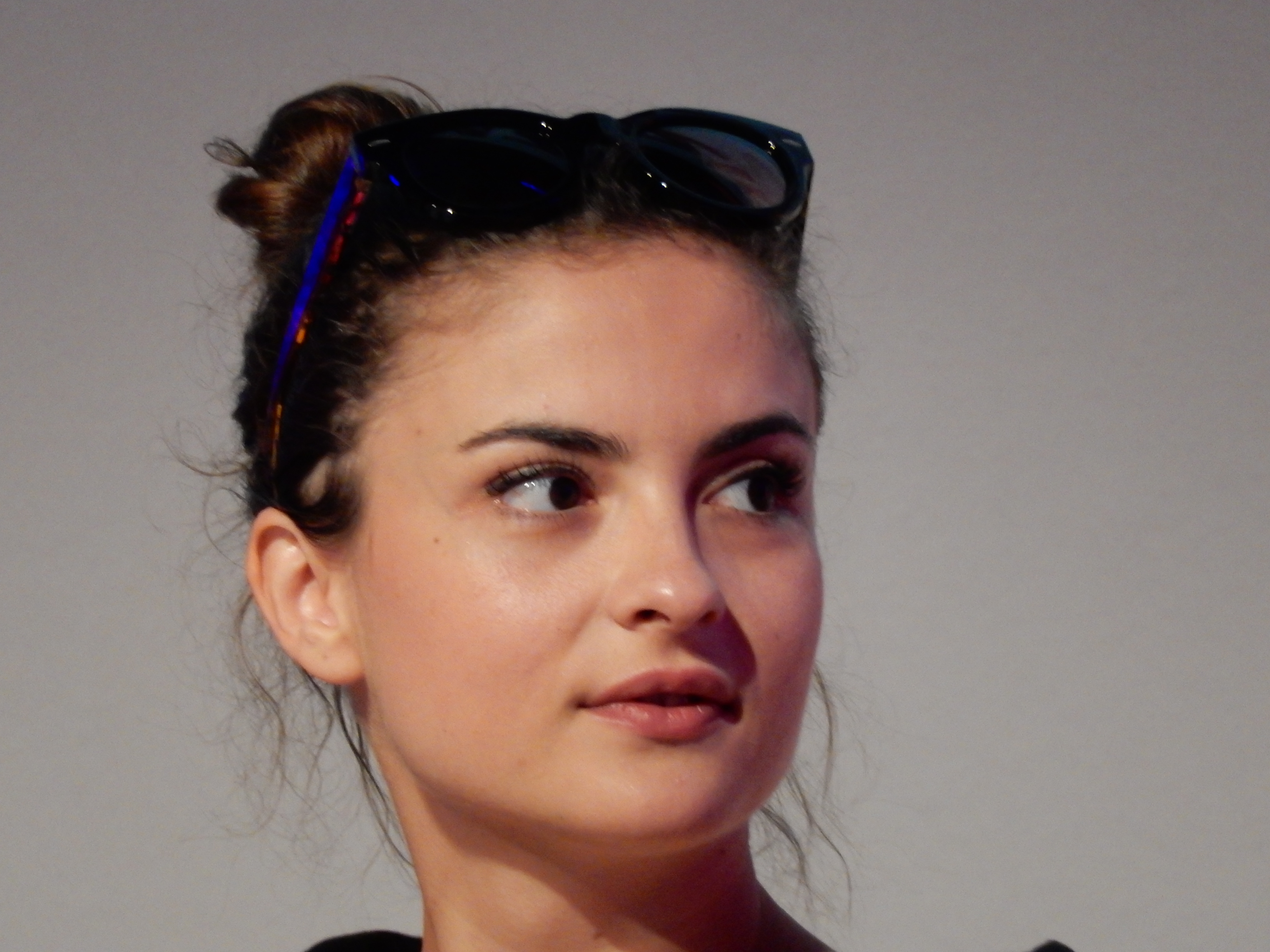
Eva Podzimková (2016)

Eva Podzimková (geborene Josefíková; * 3. Februar 1990 in Uherské Hradiště) ist eine tschechische Schauspielerin.

## Leben und Karriere
Eva Podzimková wurde 1990 in der südosttschechischen Kleinstadt Uherské Hradiště geboren. Hier wuchs sie auf und absolvierte ihre schulische Ausbildung am örtlichen Gymnasium. 1999 wandte sie sich dem Theater zu, als sie Schülerin an der Kunsthochschule in Literatur- und Theaterwissenschaften wurde und als Mitglied bei der Theatergruppe „Dohráli jsme“ einstieg. Nach ihrer Schulzeit ging sie an die Theaterfakultät der Akademie der Musischen Künste in Prag (DAMU), um Schauspiel zu studieren. 2011 wurde sie Mitglied der Theatergruppe „Tygr v tísni“. Es folgten Auftritte am Ständetheater und Národní divadlo (Nationaltheater).
Ihr Filmdebüt gab sie 2010 in dem Filmdrama Piko. Internationale Bekanntheit erlangte Eva Podzimková durch ihre Rolle der Sofia in der dänischen Miniserie 1864 – Liebe und Verrat in Zeiten des Krieges aus dem Jahr 2014. Für ihre Rolle der Marina in Fair Play erhielt sie 2015 beim tschechischen Filmpreis Český lev eine Nominierung als Beste Nebendarstellerin.
Eva Podzimková war dreieinhalb Jahre mit dem Schauspieler Jiří Mádl liiert, bevor sie sich im März 2015 trennten. Im Juni 2022 heiratete sie den Drehbuchautor Matěj Podzimek in Dvůr Honětice in Südmähren und nahm seinen Namen an. Die beiden haben eine Tochter. Die Schauspielerin lebt in Prag.

## Filmografie (Auswahl)
- 2010: Piko
- 2011: Certova nevesta
- 2012: Signál
- 2012: Probudím se vcera
- 2013: Donsajni
- 2014: Skoda lásky (Fernsehserie, Folge 1x06 Maruska)
- 2014: Vejska
- 2014: Fair Play
- 2014: Transporter – Die Serie (Transporter: The Series, Fernsehserie, Folge 1x06 Sex, Lies and Videotape)
- 2014: 1864 – Liebe und Verrat in Zeiten des Krieges (1864, Fernsehserie, 7 Folgen)
- 2015: Der Kronprinz (Korunní princ)
- 2015: Legends (Fernsehserie, Folge 2x08 The Legend of Doku Zakayev)
- 2017: Gequälte Seelen (Zádusní obet)
- 2017–2018: Modrý kód (Fernsehserie, 82 Folgen)
- 2018: Der zweite Prager Fenstersturz (Buh s námi - od defenestrace k Bílé hore)